# Mararnas naturreservat
Mararnas naturreservat är ett naturreservat i Älvkarleby kommun i Uppsala län.
Området är naturskyddat sedan 2019 och är 98,5 hektar stort. Reservatet ligger nordost om Gårdskär och består av myrområde med mineralrika kärr, småsjöar och moränholmar.. 